# Choi Woo-shik
Choi Woo-shik (Seul, 26 marzo 1990) è un attore sudcoreano noto per le sue interpretazioni nei film Geo-in (2014), Train to Busan (2016) e Parasite (2019), film vincitore della Palma d'oro al Festival di Cannes e di quattro Premi Oscar.

## Biografia
Nato a Seul, è il più giovane di due figli; emigra in Canada durante l'infanzia con la sua famiglia, dove vive per dieci anni nella provincia della Columbia Britannica. Il suo nome inglese è Edward. Nel 2011, all'età di 21 anni, torna in Corea per partecipare ad audizioni come attore, riuscendo a debuttare nel mondo dei drama coreani. Parallelamente alla sua carriera da attore frequenta l'università di Chung-Ang, dove completa gli studi nel campo degli studi culturali.

### 2011-2015: primi passi
Choi debutta nel dramma televisivo Jjakpae nel 2011. Successivamente ottiene un ruolo in Teuksusageonjeondamban TEN, dove interpreta il detective Park Min-ho. Nel 2013 debutta sul grande schermo con Eunmilhage widaehage. Negli anni successivi interpreta diversi ruoli in serie coreane di successo come Oktapbang wangseja, Unmyeongcheoreom neol saranghae e Oman-gwa pyeongyeon.
Nel 2014 ottiene il suo primo ruolo da protagonista nel film indipendente Geo-in, dove interpreta Young-jae, un sedicenne di una casa famiglia che finge di voler diventare un prete pur di prolungare la sua permanenza nella casa. L'interpretazione di Choi riceve grandi apprezzamenti e gli permette di vincere diversi premi, tra cui quello come "attore del anno" al Busan International Film Festival. Quello stesso anno interpreta un ruolo secondario nel film Big Match.

### 2016-presente: fama crescente e debutto internazionale
Il suo debutto in un film internazionale avviene con Train to Busan (blockbuster coreano di genere thriller-horror), dove interpreta il ruolo del liceale giocatore di baseball Yong-guk. Dopo la prima al Festival di Cannes il film è un successo di critica ed incassi, circa 93 milioni di dollari a livello mondiale. Di lì a breve interpreta  il ruolo di un camionista in Okja (2017), film co-prodotto e distribuito a livello mondiale da Netflix, grazie al quale lavora per la prima volta con il regista Bong Joon-ho. Nel 2018 ottiene il ruolo di un misterioso assassino in The Witch: Part 1. The Subversion, ruolo sinistro e oscuro molto diverso dagli standard di Choi, che era noto per le sue interpretazioni effervescenti.
Nel 2019 ritorna a lavorare con Bong Joon-ho in Parasite: nel film interpreta Ki-woo, figlio maschio di una tipica famiglia povera coreana, senza lavoro né qualifiche il ragazzo riesce a truffare una famiglia benestante, facendosi assumere come insegnante di inglese e, successivamente, facendo assumere la sua intera famiglia spacciandoli per individui altamente qualificati in diversi ambiti. Choi fu avvicinato per questo ruolo da Bong per la prima volta nel 2017, durante le riprese di Okja, quando il regista gli chiese di "rimanere magro" per poter successivamente interpretare il ruolo di Ki-woo. Oltre al suo ruolo nel film, Choi ha scritto e cantato la canzone dei titoli di coda A Glass of Soju, che ha concorso come miglior canzone agli Oscar, senza però riuscire a candidarsi per il premio finale.

## Filmografia

### Cinema
- Etude, Solo (2011)
- Circle of Crime – Director's Cut (2012)
- Eunmilhage widaehage (2013)
- Set Me Free (2014)
- Big Match (2014)
- In the room (2015)
- Train to Busan (2016)
- Okja (2017)
- Golden Slumber (2018)
- The Princess and the Matchmaker (2018)
- The Witch: Part 1. The Subversion (2018)
- Monstrum (2018)
- Rosebud (2019)
- Parasite (2019)
- The Divine Fury (2019)
- Time to Hunt (2020)
- Past Lives (2020)
- Wonderland (2024)

### Televisione
- Jjakpae (2011)
- Living in Style (2011)
- Deep Rooted Tree (2011)
- Special Affairs Team TEN (2011)
- Oktapbang wangseja (2012)
- Drama Special – "Culprit Among Friends" (2012)
- Special Affairs Team TEN season 2 (2013)
- Who Are You? (2013)
- Drama Festival – "Principal Investigator: Save Wang Jo-hyun!" 2013)
- Neohuideur-eun po-widwaetda (너희들은 포위됐다?) – serie TV (2014)
- Unmyeongcheoreom neol saranghae 2014)
- Oman-gwa pyeongyeon (2014)
- Dr. Frost (2014)
- Dream Knight (2015)
- Ho-gu-ui sarang (2015)
- My Fantastic Funeral (2015)
- Ssam, my way (2017)
- The Package (2017)
- The Boy Next Door (2017)
- Our Beloved Summer (그 해 우리는?, Geu hae urineunLR) – serie TV (2021)
- A Killer Paradox – serie TV (2024)
- Melo Movie (멜로무비?, MellomubiLR) – serie TV (2025)

## Discografia
- "Some Guys" (con Jang Ki-yong) (2017), colonna sonora della serie The Boy Next Door
- "Soju One Glass" (2019), canzone dei titoli di coda di Parasite

## Doppiatori italiani
- Angelo Evangelista in Parasite